# Union des radiodiffusions et télévisions libres du Mali
L'Union des radiodiffusions et télévisions libres du Mali (URTEL) a été créée en 1991 à Bamako, capitale du Mali.

## Historique
l'URTEL est créée en 1991.
En 2005, l'URTEL lance son site internet.
En octobre 2008, la radio Kayira quitte l'URTEL, déplorant l'« esprit de clan, de coterie, de détournement de fonds et d’opacité dans la gestion » et les pratiques de « corruptions d’achats de consciences, de camouflage, de magouilles, d’actes crapuleux au sein de l’association ».
En novembre 2011, l'URTEL et la CNRA (France) signent un accord de partenariat visant à accroître les transferts de connaissance et à faire la promotion du festival Ondes de liberté.
En août 2013, l'URTEL et la Fondation Hirondelle lance le Studio Tamani, une série de programmes diffusés par plusieurs dizaines de radios affiliées et visant à faire la promotion de la paix via une grille de programmation dédiée. Le projet dure 18 mois.
Le 16 août 2016, Bandiougou Danté, président de l'URTEL, demande sur les ondes la libération du célèbre activiste social malien Ras Bath arrêté la veille.

## Organisation
350 radios sont affiliées à l'URTEL. Sa mission est de fournir un soutien logistique aux acteurs du secteur de la radiodiffusion et de la télévision libre au Mali. L'URTEL est également l'organisateur du festival Ondes de liberté.

## Direction
Le 30 novembre 2007, le mandat de président de l'URTEL de Yaya Sangaré arrive à échéance. Daouda Mariko lui succède.
Le 10 mai 2015, Bandiougou Dante prend la présidence de l'URTEL
M.Mamoudou Bocoum est l'actuel président de l'URTEL depuis le 08 juin 2023